# Zlatý míč 1980
Zlatý míč, cenu pro nejlepšího fotbalistu Evropy dle mezinárodního panelu sportovních novinářů, v roce 1980 získal západoněmecký fotbalista Karl-Heinz Rummenigge z Bayernu Mnichov. Šlo o 25. ročník ankety, organizoval ho časopis France Football a výsledky určili sportovní publicisté z 25 zemí Evropy.

## Pořadí
| Pořadí | Jméno                 | Klub                                          | Země            | Body |
| ------ | --------------------- | --------------------------------------------- | --------------- | ---- |
| 1      | Karl-Heinz Rummenigge | Bayern Mnichov                                | Západní Německo | 122  |
| 2      | Bernd Schuster        | 1. FC Köln FC Barcelona                       | Západní Německo | 34   |
| 3      | Michel Platini        | Saint-Étienne                                 | Francie         | 33   |
| 4      | Wilfried Van Moer     | Beringen Beveren                              | Belgie          | 27   |
| 5      | Jan Ceulemans         | Club Bruggy                                   | Belgie          | 20   |
| 6      | Horst Hrubesch        | Hamburger SV                                  | Západní Německo | 18   |
| 7      | Herbert Prohaska      | Austria Vídeň Inter Milán                     | Rakousko        | 16   |
| 8      | Hansi Müller          | VfB Stuttgart                                 | Západní Německo | 11   |
|        | Liam Brady            | Arsenal Juventus                              | Irsko           | 11   |
| 10     | Manfred Kaltz         | Hamburger SV                                  | Západní Německo | 10   |
| 11     | Erwin Vandenbergh     | Lierse SK                                     | Belgie          | 9    |
|        | Luis Arconada         | Real Sociedad                                 | Španělsko       | 9    |
|        | Dino Zoff             | Juventus                                      | Itálie          | 9    |
| 14     | Kenny Dalglish        | Liverpool                                     | Skotsko         | 5    |
| 15     | Terry McDermott       | Liverpool                                     | Anglie          | 4    |
|        | Viv Anderson          | Nottingham Forest                             | Anglie          | 4    |
|        | Ruud Krol             | Ajax Amsterdam Vancouver Whitecaps SSC Neapol | Nizozemsko      | 4    |
|        | Francesco Graziani    | FC Turín                                      | Itálie          | 4    |
| 19     | Ladislav Vízek        | Dukla Praha                                   | Československo  | 3    |
|        | Bruno Pezzey          | Eintracht Frankfurt                           | Rakousko        | 3    |
|        | Manuel Bento          | Benfica                                       | Portugalsko     | 3    |
| 22     | Frank Arnesen         | Ajax Amsterdam                                | Dánsko          | 2    |
|        | Antonín Panenka       | Bohemians Praha                               | Československo  | 2    |
|        | David O'Leary         | Arsenal                                       | Irsko           | 2    |
|        | Vladimir Petrović     | CZ Bělehrad                                   | Jugoslávie      | 2    |
|        | Zbigniew Boniek       | Widzew Łódź                                   | Polsko          | 2    |
| 27     | Giancarlo Antognoni   | Fiorentina                                    | Itálie          | 1    |
|        | Alessandro Altobelli  | Inter Milán                                   | Itálie          | 1    |
|        | Marcel Răducanu       | Steaua Bukurešť                               | Rumunsko        | 1    |
|        | Trevor Francis        | Nottingham Forest                             | Anglie          | 1    |
|        | Zdeněk Nehoda         | Dukla Praha                                   | Československo  | 1    |
|        | Peter Shilton         | Nottingham Forest                             | Anglie          | 1    |